# NGC 1278
NGC 1278 (również IC 1907, PGC 12438 lub UGC 2670) – galaktyka eliptyczna (E), znajdująca się w gwiazdozbiorze Perseusza. Odkrył ją Heinrich Louis d’Arrest 14 lutego 1863 roku. Galaktyka ta należy do Gromady w Perseuszu.